# Чемпіонат СРСР з футболу серед жінок
Вища ліга СРСР з футболу серед жінок — вища футбольна ліга серед жінок у СРСР. Відбулося два розіграші в 1990-1991 роках.

## Історія
З 1972 року діяла заборона Спорткомітету на виступи жінок у футболі, оскільки, на думку чиновників, він був шкідливий для жіночого організму. Знову інтерес до жіночого футболу почав з'являтися в часи Перебудови. У 1989 році створена Асоціація жіночого футболу СРСР, яка в цьому ж році провела чемпіонат СРСР серед профспілкових команд, який став фактично першим, неофіційним чемпіонатом СРСР з футболу серед жіночих команд. Уже наступного року відбувся перший офіційний чемпіонат СРСР серед жінок.
Турнір складався з двох зон, розділених на 12 команд. Команди, які зайняли перше і друге місця, виходили в плей-оф, де чотири найкращі колективи грали в півфінальному матчі, після якого був розіграний фінал і матч за третє місце. Команди, які зайняли три останні місця в своїх зональних групах, вилітали в перший дивізіон. Протягом двох сезонів у чемпіонаті СРСР виступали команди з РРФСР, України, Білорусії, Молдови, Азербайджану, Вірменії, Казахстану та Латвії.
Першим переможцем турніру стали футболістки клубу «Нива», які представляли селище Баришівка, Київської області. У 1991 році перемогу святкувала команда «Текстильник» з підмосковного міста Раменське.
Футболістка Ірина Ванат залишилася єдиною гравчинею, яка ставала чемпіоном у складі «Ниви» й «Текстильника».

## Призери
| Сезон | Чемпіон                   | Друге місце             | Третє місце               |
| 1990  | «Нива» (Баришівка)        | «Серп і Молот» (Москва) | «Текстильник» (Раменське) |
| 1991  | «Текстильник» (Раменське) | «Надія» (Могильов)      | СКІФ (Малаховка)          |

## Тренери-переможці
- 1990 — Микола Бондаренко («Нива»)[5]
- 1991 — Лев Вартанов («Текстильник»)[5]